# Howard Georgi
Howard Georgi (San Bernardino, 6 gennaio 1947) è un fisico statunitense.

## Biografia
Attivo nella fisica teorica e in particolare nello studio delle teorie di grande unificazione, è professore presso la Harvard University.
Nel 1973-74 assieme a Sheldon Lee Glashow propose la prima teoria della grande unificazione (il modello Georgi-Glashow).
Nel 1981, con Savas Dimopoulos, propose una teoria della grande unificazione basata sul gruppo SU(5) che diede il via agli studi di un modello standard esteso alla supersimmetria.
Si è occupato successivamente di differenti aree della fisica teorica, quali i modelli ad Higgs composito (che prevedono un bosone di Higgs non elementare), i modelli Little Higgs, la Dimensional deconstruction, la Unparticle physics e la ricerca di un'efficace teoria dei quark pesanti.
Ha ricevuto numerosi riconoscimenti, fra cui il premio Sakurai nel 1995, la medaglia Dirac nel 2000, il premio Pomeranchuk nel 2006.
Ha pubblicato svariati libri, fra cui Lie Algebras in Particle Physics, The Physics of Waves e Weak Interactions and Modern Particle Theory.

## Opere
- Lie Algebras In Particle Physics, Westview Press, 2^a ed., 1999, ISBN 978-0-7382-0233-4